# Shelbyville (fictieve plaats)
Shelbyville is een fictieve stad in de televisieserie The Simpsons die in de buurt van Springfield ligt. Shelbyville en Springfield worden in de serie over het algemeen als tweelingsteden aangeduid, alhoewel er een intense rivaliteit tussen de beide steden is.
Volgens Abraham Simpson heette Shelbyville in het verleden Morganville.
Shelbyville werd gesticht door Shelbyville Manhattan in 1796. Hij had de sterke overtuiging dat iedereen met zijn of haar neven en nichten zou moeten kunnen trouwen, wat verboden werd door de stichter van Springfield, (Jebediah Springfield). Het resultaat van deze onenigheid zijn de stichters en hun volgers in twee groepen opgesplitst. Sinds deze tijd is de rivaliteit tussen inwoners van Springfield en Shelbyville heftig. Deze vete is onder andere te zien in de aflevering "Lemon of Troy", waarin er een groep kinderen uit Shelbyville de citroenboom van Springfield stalen.
Kenmerken van Shelbyville zijn onder andere:
- Kerncentrale (eigendom van Aristotle Amadopolis)
- Shelbyville Elementary School
- Shelbyville High School (die tegen Springfield High strijdt in debatwedstrijden)
- "Speed-E-Mart" supermarkt;
- "Joe's Tavern"
- Geel gekleurde brandkranen
- Winkelcentrum
- Best Western Hotel
- Afvaldump
- De "Rolling Rock" (een grote kei die tussen twee steile kliffen heen en weer blijft rollen)
- Shelbyville Falls (waterval)
- McDonald's

Shelbyville heeft een aantal sportteams. Een minor league honkbal team genaamd de Shelbyville Shelbyvillians en een Americanfootballteam, de Shelbyville Sharks.
Eens per jaar wordt de "Pigskin Classic" football match gespeeld tussen de Springfield Atoms en de Shelbyville Sharks.
Shelbyville heeft ten minste één buitenwijk; Shelbyville Heights.
De moeder van Milhouse Van Houten, Luann, is geboren in Shelbyville.
Shelbyville heeft Springfield verslagen in de race voor het verkrijgen van de Olympische Spelen, nadat Springfields kansen verspeeld werden door Bart Simpson.

## Locatie
Net als Springfield is Shelbyville ook een stad die ligt in een niet bestaande staat van de Verenigde Staten (ooit officieus bestempeld door Simpsons producer David Silverman als "North Tacoma"). Springfield en Shelbyville zijn tweelingsteden, en hebben ten minste één gemeenschappelijke weg tussen de twee. De media van Springfield, voornamelijk radiostation KBBL, bedienen ook Shelbyville. 
Homer Simpson · Marge Simpson · Bart Simpson · Lisa Simpson · Maggie Simpson · Abraham Simpson · Patty en Selma Bouvier · Jacqueline Bouvier · Mona Simpson · Santa's Little Helper · Snowball II · Familie Bouvier
Jasper Beardley · Comic Book Guy · Eddie en Lou · Maude Flanders · Ned Flanders · Professor Frink · Barney Gumble · Julius Hibbert · Lionel Hutz · Eerwaarde Lovejoy · Kapitein Horatio McCallister · Hans Moleman · Bleeding Gums Murphy · Apu Nahasapeemapetilon · Mayor Joe Quimby · Dr. Nick Riviera · Agnes Skinner · Cletus Spuckler · Squeaky Voiced Teen · Disco Stu · Moe Szyslak · Kirk Van Houten · Luann Van Houten · Chief Clancy Wiggum
Gary Chalmers · Rod en Todd Flanders · Jimbo Jones · Kearney · Edna Krabappel · Otto Mann · Nelson Muntz · Martin Prince · Seymour Skinner · Milhouse Van Houten · Ralph Wiggum · Groundskeeper Willie · andere studenten
Montgomery Burns · Carl Carlson · Lenny Leonard · Waylon Smithers
Itchy en Scratchy · Kent Brockman · Krusty de Clown · Troy McClure · Rainier Wolfcastle · Radioactive Man
Snake · Kang & Kodos · Sideshow Bob · Fat Tony
Treehouse of Horror
Bart vs. the World · Bart Simpson's Escape from Camp Deadly · The Simpsons Arcadespel · Bart vs. the Space Mutants · Bart's House of Weirdness ·Bart vs. The Juggernauts · Krusty's Fun House · Bartman Meets Radioactive Man · Bart's Nightmare · The Itchy and Scratchy Game · Virtual Bart · Bart and the Beanstalk · Itchy & Scratchy in Miniature Golf Madness · Cartoon Studio · Virtual Springfield · Night of the Living Treehouse of Horror · Bowling · Wrestling · Road Rage · Skateboarding · Hit & Run · The Simpsons Game · The Simpsons: Tapped Out
The Simpsons · The Simpsons Pinball Party
Strips: Simpsons Comics · Bart Simpson serie · Itchy & Scratchy Comics · Bart Simpson's Treehouse of Horror · Futurama/Simpsons Infinitely Secret Crossover Crisis
Tijdschrift: Simpsons Illustrated
Boeken: Bart Simpson's Guide to Life · Family Album · Library of Wisdom · Complete Guides · Planet Simpson · The Simpsons and Philosophy
Actiefiguurtjes: World of Springfield
The Simpsons Movie
Bankgrap ·
Canyonero · 
D'oh! · 
Duff Beer · 
Schoolbordgrap · 